# Snöeukalyptus
Snöeukalyptus  (Eucalyptus pauciflora) är en art i familjen myrtenväxter. Arten kommer ursprungligen från östra och södra Australien. I Sverige används arten som utplanteringsväxt och som krukväxt. Arten är den köldhärdigaste av alla eukalyptus.
Artepitetet pauciflora (latin) betyder fåblommig.

## Underarter
Snöeukalyptus är mycket mångformig och fem underarter erkänns:
- subsp. pauciflora
- subsp. acerina
- subsp. debeuzevillei
- subsp. hedraia
- Liten snöeukalyptus (subsp. niphophila) - anses vara den härdigaste av alla eukalyptus och klarar -20°C eller lägre.

## Synonymer och auktorer
subsp. pauciflora
- Eucalyptus coriacea Schauer
- Eucalyptus pauciflora subsp. parvifructa Rule
- Eucalyptus phlebophylla Miq.
- Eucalyptus submultiplinervis Miq.
- Eucalyptus sylvicultrix F.Muell. ex Benth. nom. inval.

subsp. acerina Rule 
subsp. debeuzevillei (Maiden) L.A.S.Johnson & Blaxell 
- Eucalyptus debeuzevillei Maiden

subsp. hedraia Rule 
subsp. niphophila (Maiden & Blakely) L.A.S.Johnson & Blaxell 
- Eucalyptus coriacea var. alpina F.Muell. ex Benth.
- Eucalyptus niphophila Maiden & Blakely
- Eucalyptus pauciflora var. alba Chippend.
- Eucalyptus pauciflora var. alpina Ewart